# Léchelles
Léchelles (antiguamente en alemán Leitern) es una comuna suiza del cantón de Friburgo, situada en el distrito de Broye. Limita al norte con las comunas de Domdidier y Avenches (VD), al noreste con Misery-Courtion, al este con Grolley, al sureste con Ponthaux, al suroeste con Montagny, y al noroeste con Russy.

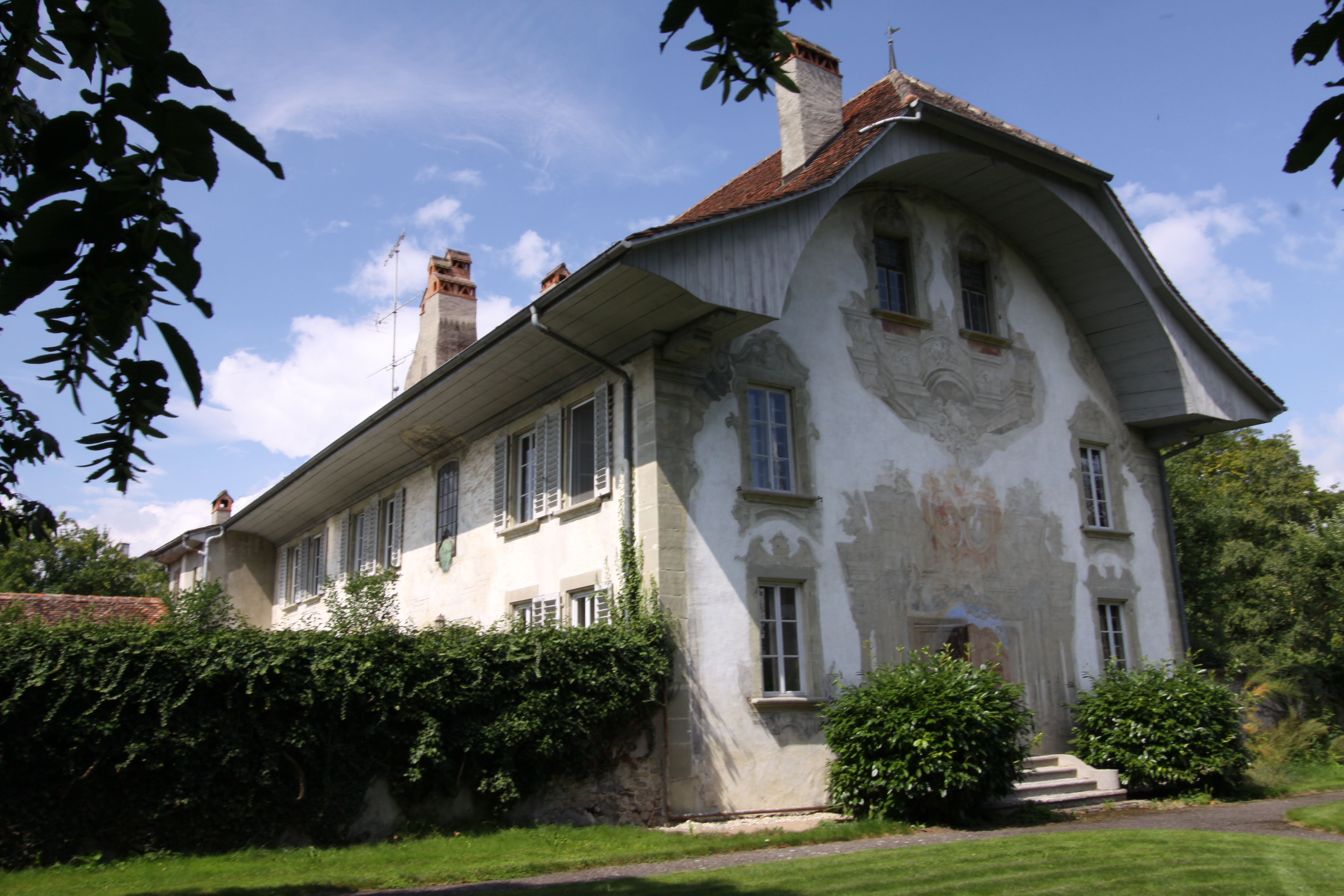
Manoir de Gottrau.